# Cnephalodes pollinosus
Cnephalodes pollinosus là một loài ruồi trong họ Tachinidae.